# Шалений Макс 2: Воїн дороги
«Шалений Макс 2: Воїн дороги» (англ. Mad Max 2: The Road Warrior) — австралійський бойовик-антиутопія 1981 року, знятий Джорджом Міллером. Сиквел фільму «Шалений Макс» (1979).

## Сюжет
Катастрофа страшніше ядерної війни спіткала нашу цивілізацію. Страшна енергетична криза паралізувала міста, шляхи сполучення — одним словом, все. За паливо тепер б'ються будь-якими засобами. Тому що там, де бензин, — там життя. Самотній водій Макс їздить пустелями далекої Австралії в пошуках пального. Всюди покинуті житла, машини, різний скарб. Нарешті Макс знаходить поселення, перетворене в укріплений табір зі складами пального. Змарнілі, змучені люди як можуть охороняють те, що їм належить. І ось, на довершення всіх бід, на табір нападають вороги, люті панки і байкери під проводом якогось Гумунгуса, садиста і душогуба. І тоді Макс вступає в сутичку.

## У ролях
- Мел Гібсон — Макс Рокотанскі
- Брюс Спенс — Капітан Джиро
- Майкл Престон — Паппаджалло
- Макс Фіппс — Тоді
- Вернон Веллс — Вез
- Кьелль Нілссон — Лорд Гумунгус
- Еміль Мінті — дикий хлопець
- Вірджинія Гей — жінка воїн
- Вільям Заппа — Зетта
- Аркі Вайтелі — дівчина капітана
- Стів Дж. Спірс — механік
- Сід Гейлен — скнара
- Мойра Кло — Велика Ребекка
- Девід Даунер — Натан
- Девід Слінгсбі — тиха людина
- Крістоффер Грівз — помічник механіка
- Макс Фейрчайлд — жертва
- Тайлер Коппін — жертва
- Джим Браун — юнак
- Тоні Дірі — усміхненний
- Кетлін МакКей — жертва
- Гай Норріс — Біркле
- Енн Джонс — жінка у наметі
- Джеймс МакКарделл — чоловік у наметі
- Гарольд Бейджент — оповідач

## Цікаві факти
- В одній зі сцен Макс їсть собачі консерви «Dinki-Di».
- При виході в прокат США фільм перейменували в «Дорожнього воїна», тому що перша частина «Шаленого Макса» (1979) пройшла в обмеженому прокаті, тому назва «Шалений Макс 2» могло ввести глядачів в оману.
- На бензовозі можна помітити логотип «7 Sisters Oil», що є посиланням на одну з популярних свого часу теорій змови — «Standard Oil і шість інших нафтових компаній контролюють світовий ринок нафти».
- Через те, що фільм був досить невідомим на момент виходу У США, в різних роликах картини практично не було Мела Гібсона, а вся увага приділялася автомобільним перегонам і аварій.
- Джордж Міллер (режисер і один з сценаристів) отримав права на даний фільм і «Шаленого Макса 3: Під куполом грому» (1985), погодившись залишити режисерське крісло у фільмі «Контакт» (1997).
- Машина Макса — «1973 Ford Falcon XB GT Coupe». Дана модель була зроблена ексклюзивно для Австралії. Обмежена кількість автомобілів було експортовано до Нової Зеландії і Великої Британії. У США даний автомобіль не продавався. Всього було випущено 949 автомобілів даної моделі.
- Кличка собаки — «Собака».
- Самурайські фільми Акіри Куросави і книга Джозефа Кембелла «Герой з тисячею облич» послужили натхненням Террі Хейес, Джорджу Міллеру і Брайану Хеннату для написання сценарію.
- На момент виходу фільму, «Шалений Макс 2» став найдорожчою австралійської картиною в історії.
- На момент виходу фільму, декорація табору по видобутку нафти стала найбільшим знімальним майданчиком, коли-небудь побудованим в Австралії, а її руйнування — найпотужнішим вибухом в історії австралійського кіно.
- У фільмі міститься цитата колишнього австралійського прем'єр-міністра Гафа Вітлама (1972—1975): «Ми або розіб'ємося, або прорвемося».

## Саундтрек
| Список треків | Список треків                                                                                                  | Список треків |
| #             | Назва | Тривалість    |
| ------------- | --- | ------------- |
| 1.            | «Montage/Main Title»                                                                                           | 4:53          |
| 2.            | «Confrontation»                                                                                                | 2:32          |
| 3.            | «Marauder's Massacre»                                                                                          | 3:13          |
| 4.            | «Max Enters Compound»                                                                                          | 4:08          |
| 5.            | «Gyro Saves Max»                                                                                               | 3:55          |
| 6.            | «Break Out» | 3:25          |
| 7.            | «Finale And Largo»                                                                                             | 5:06          |
| 8.            | «End Title» | 3:19          |
| 9.            | «SFX Suite/Boomerang Attack/Gyro Flight/Gyro Flight/The Big Rig Starts/Breakout/The Refinery Explodes/Reprise» | 4:37          |
| 35:07         | |               |

## Виноски
1. ↑  Також «Скажений Макс 2: Воїн дороги» або «Скажений Макс 2: Воїн на дорозі»; оригінальна назва в австралійському та американському прокаті відповідно — «Шалений Макс 2» та «Воїн дороги»